# Barbullush
Barbullush là một xã trong quận Shkodër thuộc hạt Shkodër, Albania. Dân số năm 2005 là 3821 người.